# Meligethes detractus
Espèce
Meligethes detractus est une espèce fossile d'insectes coléoptères de la famille des Nitidulidae.

## Classification
L'espèce Meligethes detractus a été décrite en 1891 par le paléontologue allemand Bruno Förster (1852-1924),.

### Fossiles
Selon Paleobiology Database en 2023 deux collection de fossiles de l'Oligocène de France et d'Allemagne sont référencées :
- une de Brunstatt dans le Haut-Rhin en Alsace, dont l'holotype est décrit par Bruno Förster en 1891[1] ;
- une de Kleinkembs en Bade-Wurtemberg en Allemagne conservée au Muséum de Bâle, décrite par Nicolas Théobald en 1937[3],[2].

## Description
« Un insecte de Brunstatt décrit par Förster. Un autre de Kleinkembs : R572 de la collection Mieg du Muséum de Bâle. ».

## Galerie
- Quelques espèces vivantes du genre Meligethes
- Meligethes aeneus.
- Meligethes aeneus.
- Meligethes atratus.
- Meligethes flavimanus.

### Publication originale
- [1891] (de) Bruno Förster, « Die Insekten der "Plattigen Steinmergels" von Brunstatt », Abhandlungen zur Geologischen Specialkarte von Elsass-Lothringen, vol. 3, no 1,‎ 1891, p. 335-593.